# Əspərəsti
Əspərəsti (hay còn gọi là Əspərasti, Aspərəsti, và Asparasty) là một ngôi làng thuộc vùng Quba của Azerbaijan.  Ngôi làng tạo thành một phần của đô thị Qorxmazoba.